# 横浜市立石川小学校
横浜市立石川小学校（よこはましりつ いしかわしょうがっこう）は、神奈川県横浜市南区にある公立小学校。

## 概要
- 本校は、南区にあるが、中区の一部も学区に含まれている。

## 沿革
出典
- 1872年（明治5年） - 学制発布により、「養賢学舎」として発足。石川仲町4丁目の長屋を学舎とした。
- 1873年（明治6年） - 玉泉寺境内に学舎をつくり移転。
- 1877年（明治10年） - 吉川学校と改称。旧横浜裁判所敷地下付にて開校。
- 1880年（明治13年） - 石川中村学校と改称。
- 1885年（明治18年） - 石川学校と改称。
- 1892年（明治25年） - 石川小学校と改称。
- 1905年（明治38年） - 尋常石川小学校と改称。
- 1921年（大正10年） - 高等科を併置し、尋常高等石川小学校と改称。
- 1923年（大正12年） - 石川尋常高等小学校と改称。
- 1928年（昭和3年）
  - 時期不明 - 石川尋常高等小学校と改称。
  - 時期不明 - 現在地に旧鉄筋三階建校舎新築着工。
  - 10月 - 新校舎落成。
  - 12月 - 新校舎に全校移転。
- 1941年（昭和16年） - 国民学校令により、石川国民学校と改称。
- 1947年（昭和22年） - 6・3制により、平楽国民学校と統合し、横浜市立石川小学校と改称。
- 1985年（昭和60年） - 鉄筋4階建新校舎が落成し、移転。
- 1986年（昭和61年） - 校庭・自然園完成。
- 1993年（平成5年）11月27日 - 創立120周年記念式典挙行。
- 1994年（平成6年） - 視聴覚室・ホールA、B設置。校庭整備。
- 2001年（平成13年） - 千年樹記念親子植樹。
- 2003年（平成15年）
  - 6月21日 - 創立130周年記念式典挙行。
  - 時期不明 - 130周年記念音楽会を文化体育館で開催。
- 2004年（平成16年） - 2学期制に移行。
- 2006年（平成18年） - ネットディによる校内LAN環境整備。石川小見守り隊発足。
- 2008年（平成20年） - AED設置。
- 2009年（平成21年） - 外国語活動導入。
- 2010年（平成22年） - 音楽室にエアコン設置。
- 2011年（平成23年） - 自然園樹木剪定伐採、防球ネット改修。
- 2012年（平成24年） - 自然園樹木剪定伐採、自然園遊歩道整備。
- 2013年（平成25年）
  - 6月8日[2] - 創立140周年記念式典挙行。
  - 時期不明 - 自然園樹木剪定伐採。教室にエアコン設置。体育館照明新設。
- 2014年（平成26年） - 体育館つり上げ式バスケットゴール改修。
- 2015年（平成27年） - 正門電気錠改修。
- 2016年（平成28年） - 裏門電気錠改修。
- 2017年（平成29年） - 体育館トイレ改修。自然園擁壁補修。地域交流室設置。
- 2019年（平成31年・令和元年） - 水田改良工事。特別教室にエアコン設置。エレベーター設置。
- 2021年（令和3年） - 給食室全面改修。
- 2023年（令和5年）11月18日 - 創立150周年記念式典挙行。

## 通学区域
出典
- 南区
  - 唐沢
  - 中村町1丁目
  - 中村町2丁目
  - 平楽
- 中区
  - 石川町3丁目
  - 石川町4丁目
  - 石川町5丁目
  - 打越
  - 山手町（203番地～224番地）

## 進学先中学校
出典
- 横浜市立平楽中学校

## アクセス
- 神奈川中央交通「11」系統（桜木町駅前⇔保土ヶ谷駅東口）で、「石川小学校前」バス停下車後、徒歩3分。
- JR根岸線石川町駅から、徒歩13分。